# Libéma Open 2019
Libéma Open 2019, známý také pod názvem Rosmalen Grass Court Championships 2019, byl společný tenisový turnaj mužského okruhu ATP Tour a ženského okruhu WTA Tour, který se odehrával v Autotron parku na otevřených travnatých dvorcích. Konal se mezi 10. až 16. červnem 2019 v nizozemském Rosmalenu u 's-Hertogenbosche jako třicátý ročník turnaje.
Mužská polovina se řadila do kategorie ATP Tour 250 a její dotace činila 711 275 eur. Ženská část s rozpočtem 250 000 dolarů byla součástí WTA International.
Nejvýše nasazenými hráči v soutěžích dvouher se stali řecký šestý hráč žebříčku Stefanos Tsitsipas a světová čtyřka Kiki Bertensová z Nizozemska. Jako poslední přímí účastníci do dvouher nastoupili 81. tenista pořadí Slovinec Aljaž Bedene a 113. žena klasifikace Natalja Vichljancevová z Ruska.
Mužskou dvouhru ovládl 30letý Francouz Adrian Mannarino, jenž si po sérii šesti finálových proher připsal premiérový titul na okruhu ATP Tour. Druhou singlovou trofejí na okruhu WTA Tour přerušila 28letá Američanka Alison Riskeová šňůru šesti finálových porážek. Premiérovou společnou trofej z mužské čtyřhry si odvezl britsko-americký pár Dominic Inglot a Austin Krajicek, jehož členové spolu odehráli první turnaj. Debutový společný titul z ženské čtyřhry vybojovala japonsko-srbská dvojice Šúko Aojamová a Aleksandra Krunićová.

## Rozdělení bodů a finančních odměn

### Rozdělení bodů
| Soutěž       | vítězové | finalisté | semifinalisté | čtvrtfinalisté | 16 v kole | 32 v kole | Q  | Q2 | Q1 |
| ------------ | -------- | --------- | ------------- | -------------- | --------- | --------- | -- | -- | -- |
| dvouhra mužů | 250      | 150       | 90            | 45             | 20        | 0         | 12 | 6  | 0  |
| čtyřhra mužů | 250      | 150       | 90            | 45             | 0         | —         | —  | —  | —  |
| dvouhra žen  | 280      | 180       | 110           | 60             | 30        | 1         | 18 | 12 | 1  |
| čtyřhra žen  | 280      | 180       | 110           | 60             | 1         | —         | —  | —  | —  |

### Finanční odměny
| Soutěž                                | vítězové | finalisté | semifinalisté | čtvrtfinalisté | 16 v kole | 32 v kole | Q2     | Q1     |
| ------------------------------------- | -------- | --------- | ------------- | -------------- | --------- | --------- | ------ | ------ |
| dvouhra mužů                          | €109 590 | €59 255   | €32 730       | €18 590        | €10 695   | €6 405    | €3 100 | €1 550 |
| dvouhra žen                           | €34 677  | €17 258   | €9 274        | €4 980         | €2 742    | €1 694    | €823   | €484   |
| čtyřhra mužů                          | €35 960  | €18 430   | €9 990        | €5 720         | €3 340    | —         | —      | —      |
| čtyřhra žen                           | €9 919   | €5 161    | €2 770        | €1 468         | €774      | —         | —      | —      |
| částka ve čtyřhrách je uvedena na pár |          |           |               |                |           |           |        |        |

## Dvouhra mužů

### Nasazení
| Stát                           | Hráč               | ATP | Nasazení |
| ------------------------------ | ------------------ | --- | -------- |
| Řecko                          | Stefanos Tsitsipas | 6.  | 1.       |
| Chorvatsko                     | Borna Ćorić        | 15. | 2.       |
| Austrálie                      | Alex de Minaur     | 25. | 3.       |
| Španělsko                      | Fernando Verdasco  | 27. | 4.       |
| Belgie                         | David Goffin       | 29. | 5.       |
| USA                            | Frances Tiafoe     | 34. | 6.       |
| Chile                          | Cristian Garín     | 37. | 7.       |
| Francie                        | Richard Gasquet    | 39. | 8.       |
| Žebříček ATP k 27. květnu 2019 |                    |     |          |

### Jiné formy účasti
Následující hráči obdrželi divokou kartu do hlavní soutěže:
- Borna Ćorić[12]
- Thiemo de Bakker
- Jurij Rodionov

Následující hráči postoupili z kvalifikace:
- Salvatore Caruso
- Alejandro Davidovich Fokina
- Tommy Paul
- Jannik Sinner

Následující hráč postoupil z kvalifikace jako tzv. šťastný poražený:
- Thomas Fabbiano

### Odhlášení
před zahájením turnaje
- Radu Albot → nahradil jej  Ugo Humbert
- Jérémy Chardy → nahradil jej  Thomas Fabbiano
- Grigor Dimitrov → nahradil jej  Lorenzo Sonego
- Damir Džumhur → nahradil jej  Nicolás Jarry
- Mackenzie McDonald → nahradil jej  Aljaž Bedene

## Mužská čtyřhra

### Nasazení
| Stát                                                                                    | Hráč          | Stát               | Hráč          | ATP | Nasazení |
| --------------------------------------------------------------------------------------- | ------------- | ------------------ | ------------- | --- | -------- |
| Polsko                                                                                  | Łukasz Kubot  | Brazílie           | Marcelo Melo  | 6.  | 1.       |
| Jižní Afrika                                                                            | Raven Klaasen | Nový Zéland        | Michael Venus | 28. | 2.       |
| Spojené království                                                                      | Jamie Murray  | Spojené království | Neal Skupski  | 35. | 3.       |
| USA                                                                                     | Rajeev Ram    | Spojené království | Joe Salisbury | 47. | 4.       |
| Žebříček ATP k 27. květnu 2019; číslo je součtem žebříčkového postavení obou členů páru |               |                    |               |     |          |

### Jiné formy účasti
Následující páry obdržely divokou kartu do hlavní soutěže:
- Thiemo de Bakker /  David Pel
- Lleyton Hewitt /  Jordan Thompson

Následující pár nastoupil z pozice náhradníka:
- Andreas Seppi /  João Sousa

### Odhlášení
před zahájením turnaje
- Jérémy Chardy

## Ženská dvouhra

### Nasazení
| Stát                           | Hráčka                 | WTA | Nasazení |
| ------------------------------ | ---------------------- | --- | -------- |
| Nizozemsko                     | Kiki Bertensová        | 4.  | 1.       |
| Bělorusko                      | Aryna Sabalenková      | 11. | 2.       |
| Belgie                         | Elise Mertensová       | 20. | 3.       |
| Ukrajina                       | Lesja Curenková        | 27. | 4.       |
| Chorvatsko                     | Petra Martićová        | 31. | 5.       |
| Čína                           | Čeng Saj-saj           | 45. | 6.       |
| Slovensko                      | Viktória Kužmová       | 46. | 7.       |
| USA                            | Amanda Anisimovová     | 51. | 8.       |
| Belgie                         | Alison Van Uytvancková | 54. | 9.       |
| Žebříček WTA k 27. květnu 2019 |                        |     |          |

### Jiné formy účasti
Následující hráčky obdržely divokou kartu do hlavní soutěže:
- Destanee Aiavová
- Arantxa Rusová
- Bibiane Schoofsová

Následující hráčky postoupily z kvalifikace:
- Paula Badosová
- Ysaline Bonaventureová
- Priscilla Honová
- Varvara Lepčenková
- Greet Minnenová
- Jelena Rybakinová

Následující hráčky postoupily z kvalifikace jako tzv. šťastné poražené:
- Fiona Ferrová
- Anna Kalinská
- Christina McHaleová

### Odhlášení
před zahájením turnaje
- Amanda Anisimovová → nahradila ji  Anna Kalinská
- Belinda Bencicová → nahradila ji  Kristýna Plíšková
- Danielle Collinsová → nahradila ji  Karolína Muchová
- Petra Martićová → nahradila ji  Christina McHaleová
- Jeļena Ostapenková → nahradila ji  Johanna Larssonová
- Andrea Petkovicová → nahradila ji  Mona Barthelová
- Čeng Saj-saj → nahradila ji  Fiona Ferrová

## Ženská čtyřhra

### Nasazení
| Stát                                                                                    | Hráčka              | Stát       | Hráčka               | WTA  | Nasazení |
| --------------------------------------------------------------------------------------- | ------------------- | ---------- | -------------------- | ---- | -------- |
| USA                                                                                     | Nicole Melicharová  | Česko      | Květa Peschkeová     | 29.  | 1.       |
| Nizozemsko                                                                              | Kiki Bertensová     | Nizozemsko | Demi Schuursová      | 76.  | 2.       |
| Austrálie                                                                               | Monique Adamczaková | USA        | Kaitlyn Christianová | 105. | 3.       |
| Japonsko                                                                                | Šúko Aojamová       | Srbsko     | Aleksandra Krunićová | 115. | 4.       |
| Žebříček WTA k 27. květnu 2019; číslo je součtem žebříčkového postavení obou členů páru |                     |            |                      |      |          |

### Jiné formy účasti
Následující páry obdržely divokou kartu do hlavní soutěže:
- Lesley Kerkhoveová /  Bibiane Schoofsová
- Michaëlla Krajiceková /  Arantxa Rusová

## Přehled finále

### Mužská dvouhra
- Adrian Mannarino vs.  Jordan Thompson, 7–6(9–7), 6–3

### Ženská dvouhra
- Alison Riskeová vs.  Kiki Bertensová, 0–6, 7–6(7–3), 7–5

### Mužská čtyřhra
- Dominic Inglot /  Austin Krajicek vs.  Marcus Daniell /  Wesley Koolhof, 6–4, 4–6, [10–4]

### Ženská čtyřhra
- Šúko Aojamová /  Aleksandra Krunićová vs.  Lesley Kerkhoveová /  Bibiane Schoofsová, 7–5, 6–3